# ウィリー・コルム
ウィリー・コルム (Willie Collum) ことウィリアム・コルム（William Collum 、1979年1月18日 - ） は、スコットランドのサッカー審判員。本職は教員。

## 審判としてのキャリア
2004年11月にフットボールリーグの試合を初担当し、2006年4月にプレミアリーグ (SPL) の試合を初担当。2010年9月には国際審判員としてUEFAチャンピオンズリーグ・パナシナイコス対FCコペンハーゲンの試合を担当した。その後、いくつかの国際試合とUEFAヨーロッパリーグの試合も担当した  。2012年6月11日には、FIFAエリートグループの24人の一人に登録された。
国内大会における主な実績としては、2013年、2015年、2019年のスコティッシュカップ決勝、および2012年のスコティッシュリーグカップ決勝がある。 

## 教師としてのキャリア
コルムはかつて、ベルズヒルのニューマン枢機卿高校の宗教教育部門で教鞭をとっていた 。その後、ウィショウのセントエイダン高校での宗教学の教師を経て、最終的には2012年8月にニューマン枢機卿高校に教師として戻る。彼は2000年にコートブリッジのセントアンブローズ高校で教師としてのキャリアを開始し、ジョンクッシュリーやボブウィンスローなどの著名な教師と一緒に働いた。  
| タイトル                           | タイトル                     | タイトル                     |
| ---------------------------------- | ---------------------------- | ---------------------------- |
| 先代 2014 マーク・クラッテンバーグ | UEFAスーパーカップ 主審 2015 | 次代 2016 ミロラド・マジッチ |